# Dermophis costaricense

Dermophis costaricense o Dermophis costaricensis es una especie de anfibios gimnofiones de la familia Caeciliidae.
Es endémica de Costa Rica, y se halla en la Sierra de Tilarán, en la cordillera de Talamanca y en la cordillera volcánica Central.
Sus hábitats naturales incluyen montanos secos, plantaciones, jardines rurales y zonas previamente boscosas ahora muy degradadas.